# Diocèse de Siuna
Le diocèse de Siuna (en latin : Dioecesis Siunaënsis ; en espagnol : Diócesis de Siuna) est un diocèse de l'Église catholique du Nicaragua, suffragant de l'archidiocèse de Managua.

## Territoire
Le diocèse est situé dans la région autonome de la Côte caraïbe nord ainsi que dans les communes de Bocana de Paiwas, Desembocadura de la Cruz de Río Grande et La Cruz de Río Grande de la région autonome de la Côte caraïbe sud. Son territoire est de 47 385 km2 divisé en 13 paroisses. L'évêché est à Siuna où se trouve la cathédrale de Notre-Seigneur de Esquipulas.

## Histoire
Il est érigé le 30 novembre 2017 par la constitution apostolique Cunctae catholicae du pape François en prenant sur le territoire du vicariat apostolique de Bluefields, qui est élevé au rang de diocèse le même jour.

## Évêques
- David Albin Zywiec Sidor, O.F.M.Cap (2017-2020)
- Isidoro del Carmen Mora Ortega (2021- )